# 棘六枪虫
棘六枪虫（学名：Hexacontium senticetum）为三轴球虫科六枪虫属的动物。在中国，分布于东海等海域。